# Ільов
Ільов (рос. Илёв) — село в Вознесенському районі Нижньогородської області Російської Федерації.
Населення становить 200 осіб. Входить до складу муніципального утворення Наришкінська сільрада.

## Історія
Від 2004 року входить до складу муніципального утворення Наришкінська сільрада.

## Населення
| 1999 | 2002 | 2010 |
| ---- | ---- | ---- |
| 275  | ↘254 | ↘200 |